# Armawir (Armenia)
Armawir (orm. Արմավիր) – miasto w Armenii, w Dolinie Ararackiej. Stolica prowincji Armawir. Do 1932 Sardarbad, w latach 1932-1992 Oktemberian. Według danych szacunkowych w 2022 roku liczyło 27 700 tys. mieszkańców. Ośrodek przemysłowy.

## Historia

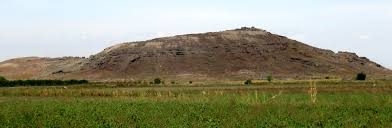
Miejsce starożytnego Armawiru współcześnie

Od starożytności istniało miasto Armawir, zlokalizowane na południe od współczesnego miasta. Według legendy zostało założone 4 tys. lat temu – w 1980 r. p.n.e. W IV i III w. p.n.e. było stolicą Armenii za panowania dynastii Orontydów. Na przestrzeni dwóch tysięcy lat miasto bądź region były wielokrotnie zdobywane, m.in. przez Seleucydów, Partów, Rzymian, Sasanidów, Bizantyńczyków, Arabów, Turków, Gruzinów, Mongołów, Timurydów. Po podboju perskim w 1603 Ormianie z Armawiru zostali przesiedleni w głąb Persji, po czym miasto pozostało opuszczone. W 1613 tuż przy dawnym Armawirze Ormianie założyli wieś o tej samej nazwie, istniejącą do dziś.
W 1931 r. 8 km na północ od dawnego Armawiru powstała osada Sardarbad, która w 1932 otrzymała nową nazwę Oktemberian, obowiązującą do 1992. W 1947 miejscowość otrzymała prawa miejskie, a w 1992 obecną nazwę, nawiązującą do starożytnego Armawiru. W mieście powstały m.in. stacja kolejowa i dom kultury, a w 2014 otwarto katedrę św. Grzegorza z Nareku. Armawir jest siedzibą diecezji Armawiru Apostolskiego Kościoła Ormiańskiego.

## Sport
W latach 1965–2003 w mieście działał klub piłkarski Armawir FA.

## Urodzeni w Armawirze
- Sahak Karapetian – biolog i polityk

## Galeria

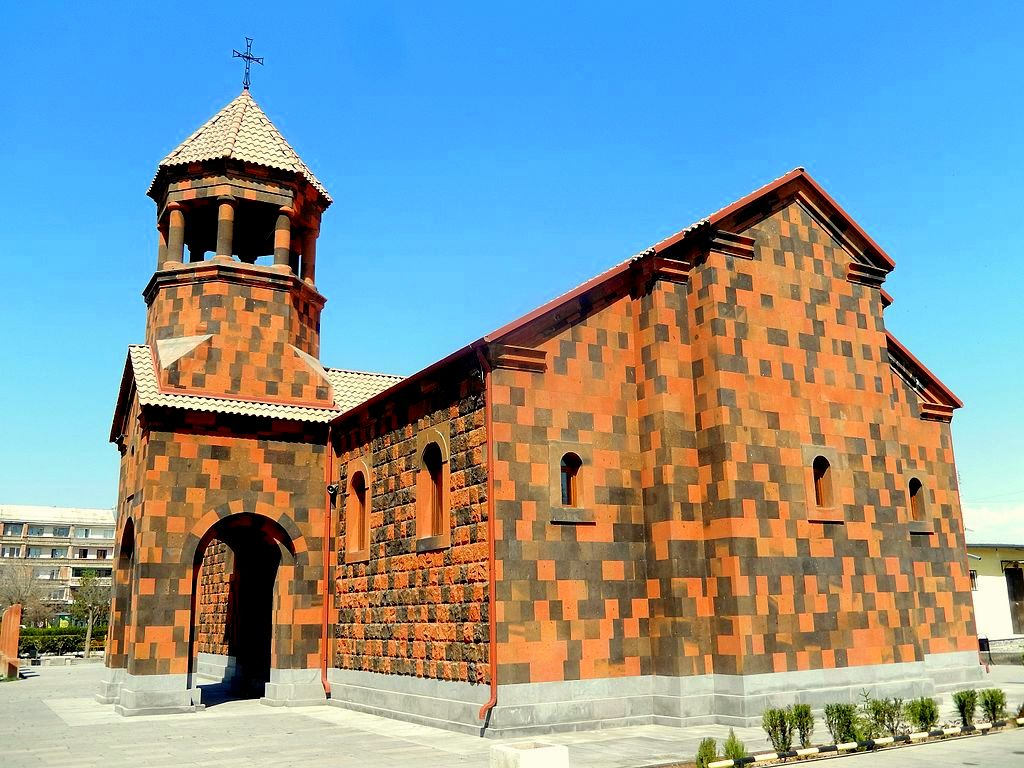
Katedra św. Grzegorza z Nareku
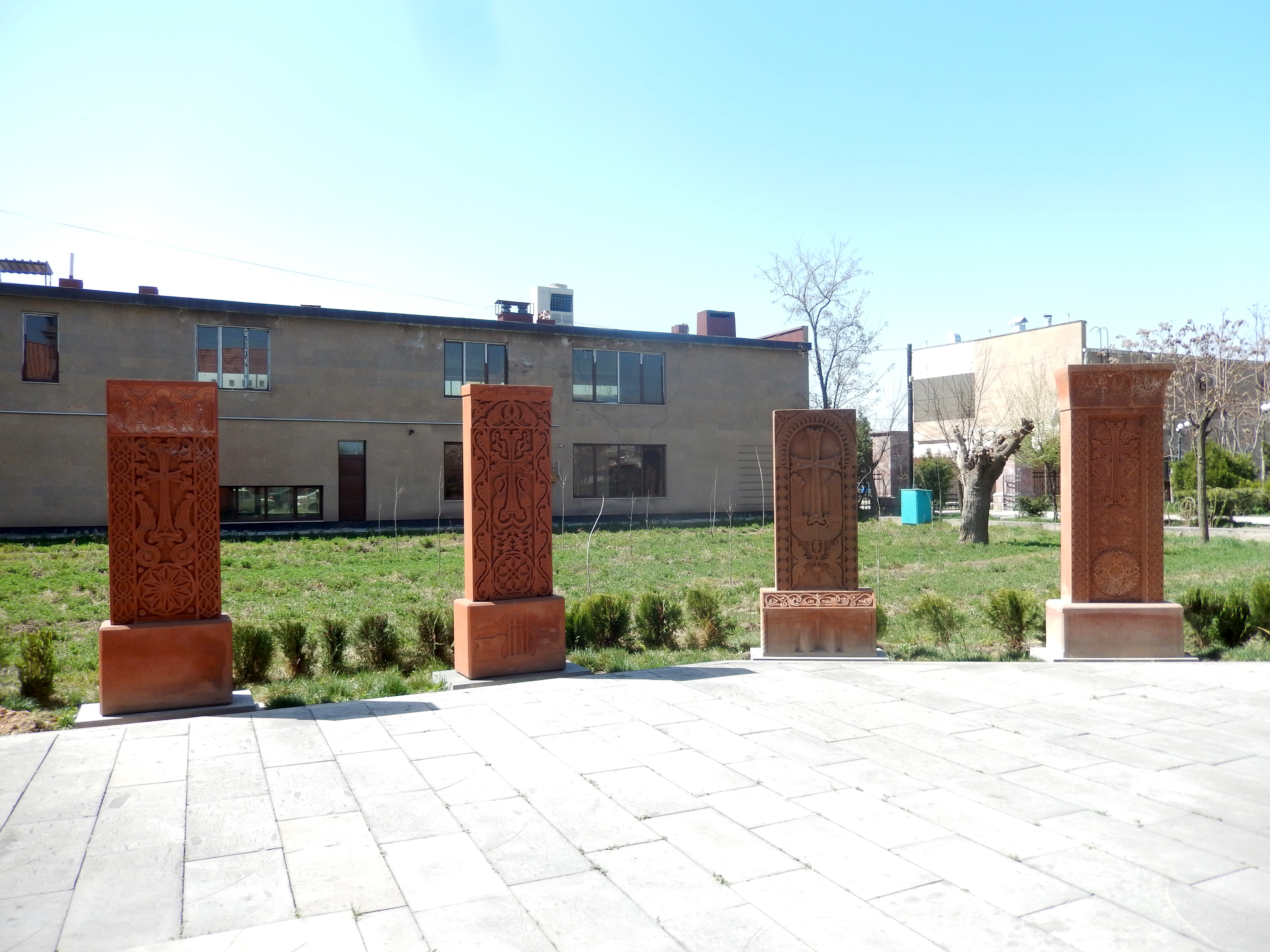
Chaczkary przy katedrze
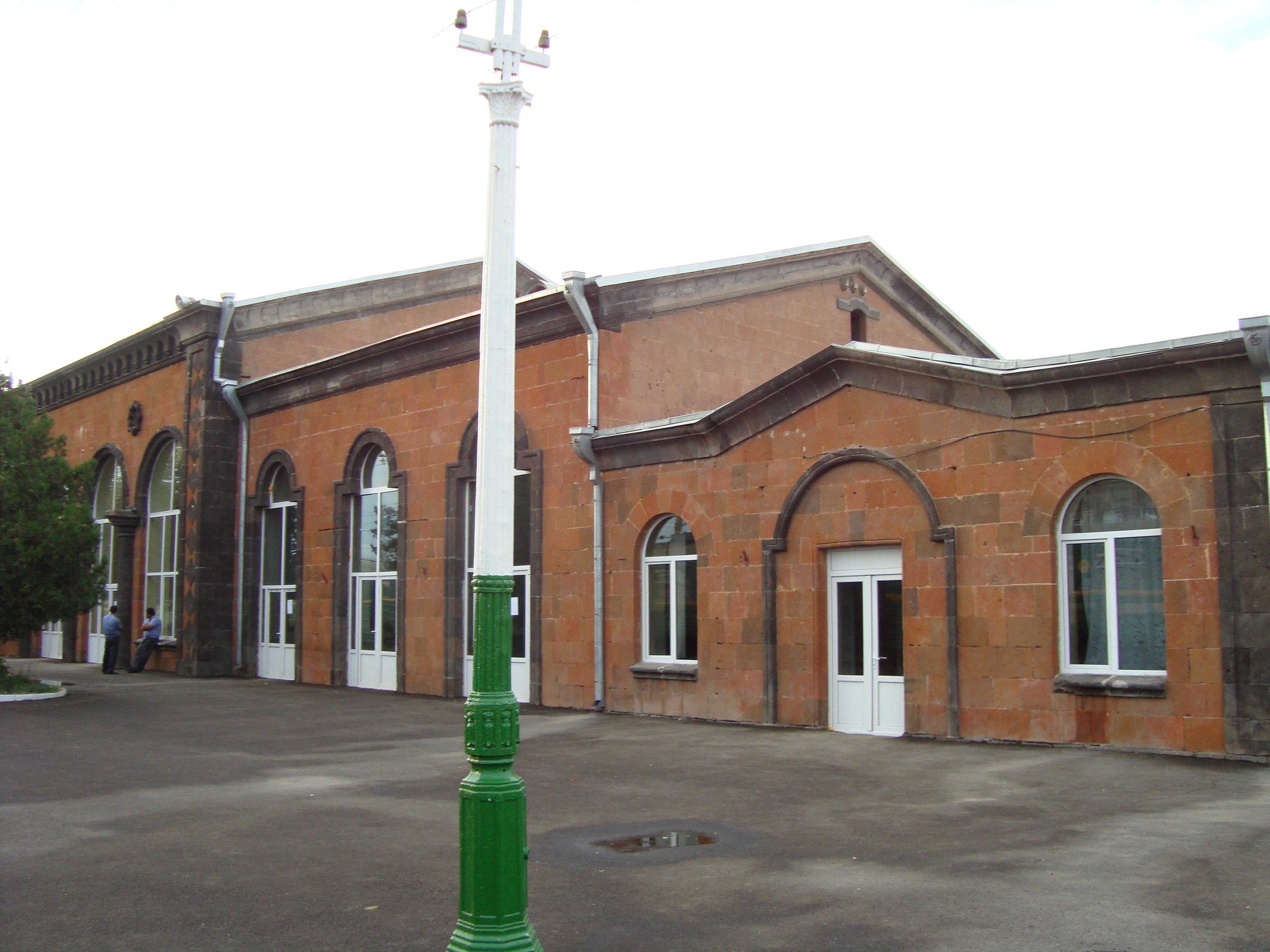
Dworzec kolejowy
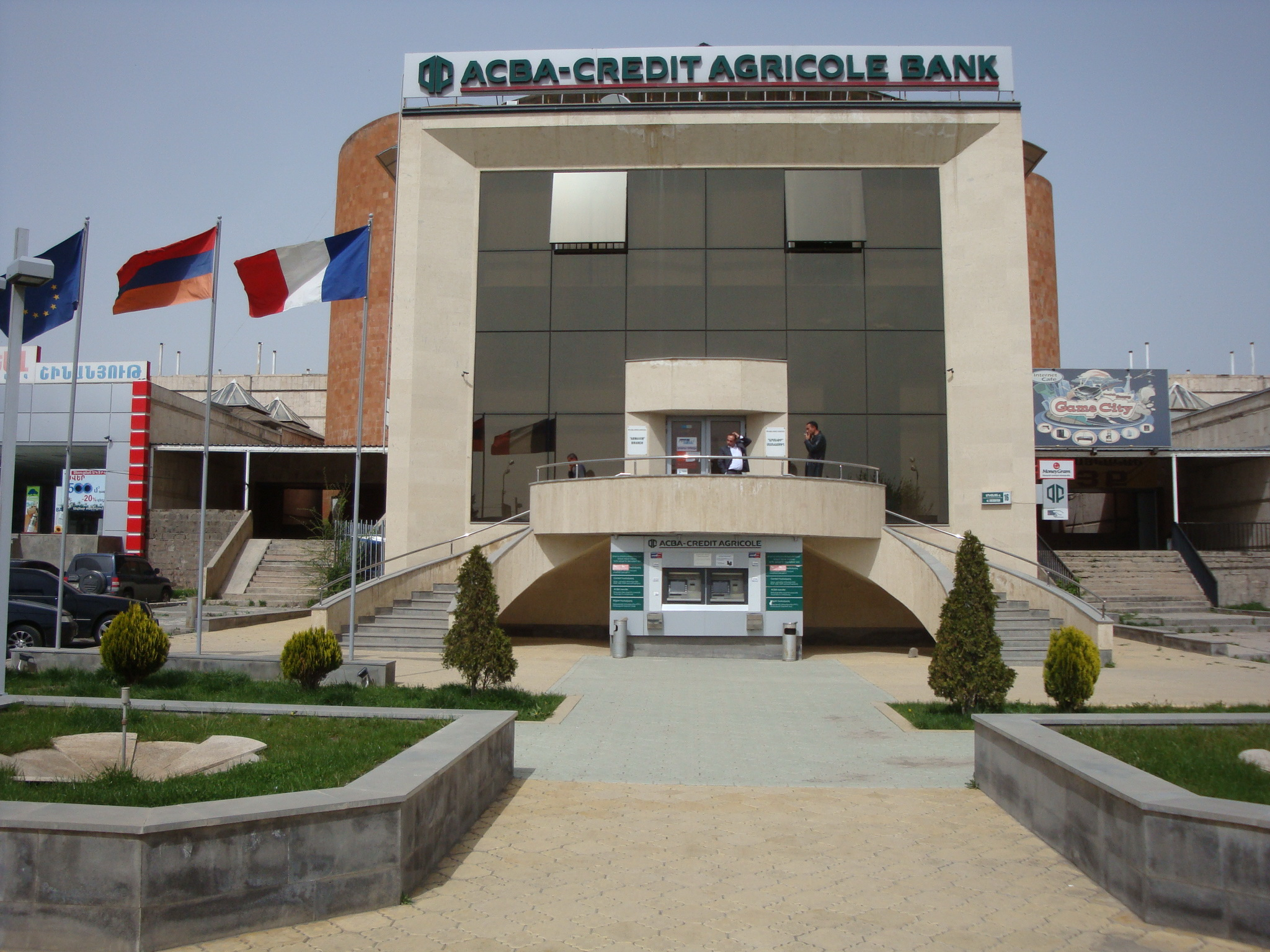
Bank